# Boofzheim
Boofzheim ist eine französische Gemeinde mit 1384 Einwohnern (Stand 1. Januar 2021) im Département Bas-Rhin in der Region Grand Est (bis 2015 Elsass).

## Geographie
Das Dorf liegt etwa 30 Kilometer südlich von Straßburg in der Oberrheinebene zwischen dem Rhein-Rhône-Kanal im Westen und dem Rhein im Osten, der die Grenze zu Deutschland bildet. Die wasserreiche Landschaft wird als Grand Ried bezeichnet.
In der Dorfmitte kreuzen sich die Departementsstraßen D5 und D486. Die Gemeindefläche wird vorwiegend landwirtschaftlich genutzt.

## Geschichte
Der Ort wird im 11. Jahrhundert erstmals genannt. Er gehörte im 13. Jahrhundert zur einen Hälfte dem Kloster Saint-Étienne in Straßburg und zur anderen Hälfte dem Erzbistum Straßburg. Anfang des 16. Jahrhunderts kam Boofzheim an die Familie Mueg, die 1545 die Reformation einführte. Während des Dreißigjährigen Krieges zerstörten die Schweden im Jahr 1636 das Dorf. Nach Kriegsende wurde der Ort durch Schweizer und Niederländer wiederbesiedelt. Nach dem Tod von Paul Jacques Mueg, dem Eigentümer des Dorfes, im Jahr 1684 wurde der Ort unter mehreren Familien aufgeteilt.
Von 1871 bis zum Ende des Ersten Weltkrieges gehörte Boofzheim als Teil des Reichslandes Elsaß-Lothringen zum Deutschen Reich und war dem Kreis Erstein im Bezirk Unterelsaß zugeordnet. Am Ende des Zweiten Weltkriegs wurde Boofzheim zu einem Drittel zerstört.

### Bevölkerungsentwicklung
| 1910 | 1962 | 1968 | 1975 | 1982 | 1990 | 1999 | 2005 | 2018 |
| ---- | ---- | ---- | ---- | ---- | ---- | ---- | ---- | ---- |
| 958  | 784  | 825  | 899  | 1052 | 1065 | 1030 | 1182 | 1381 |

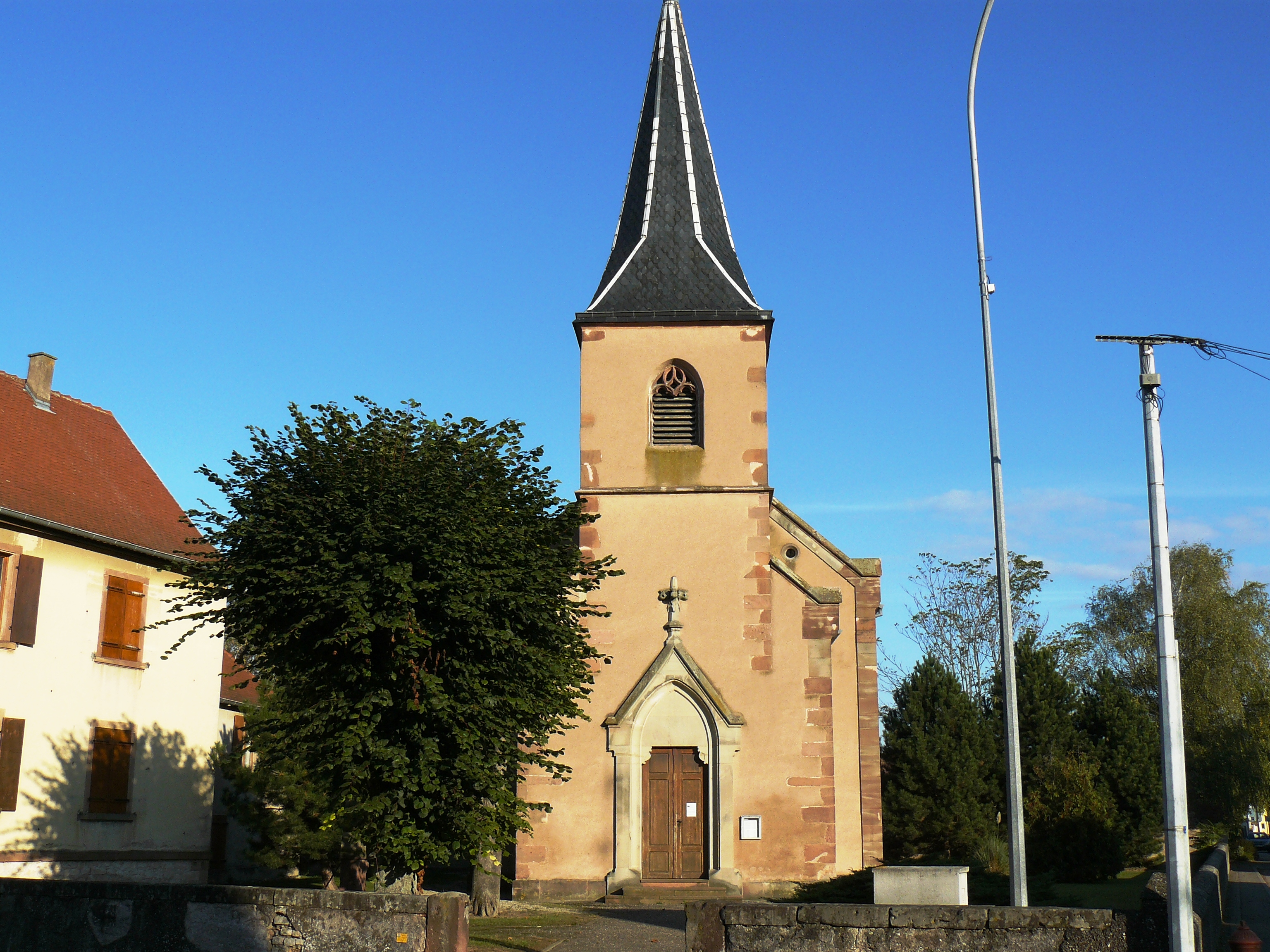
Kirche St. Stephan
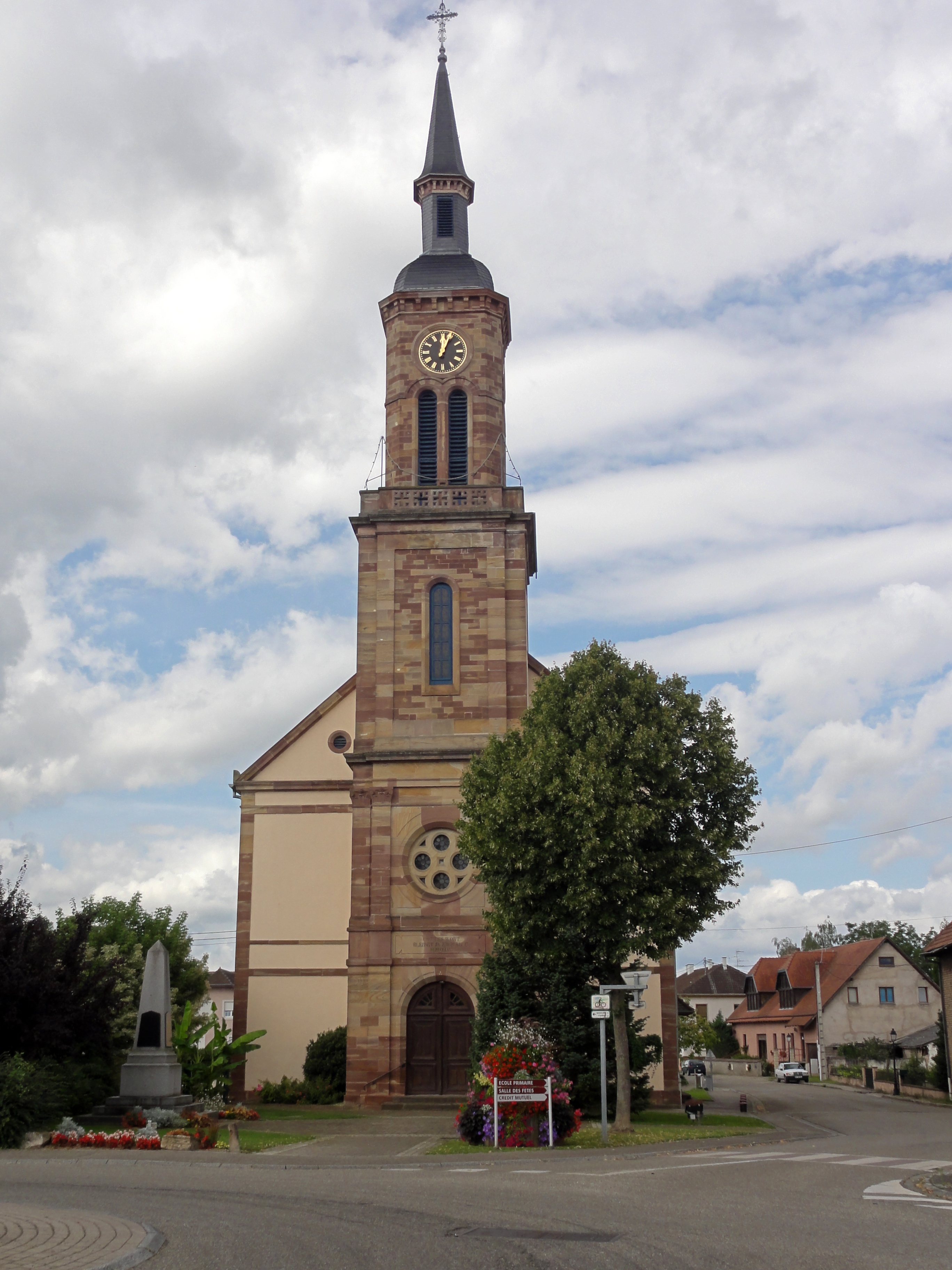
Lutherische Kirche
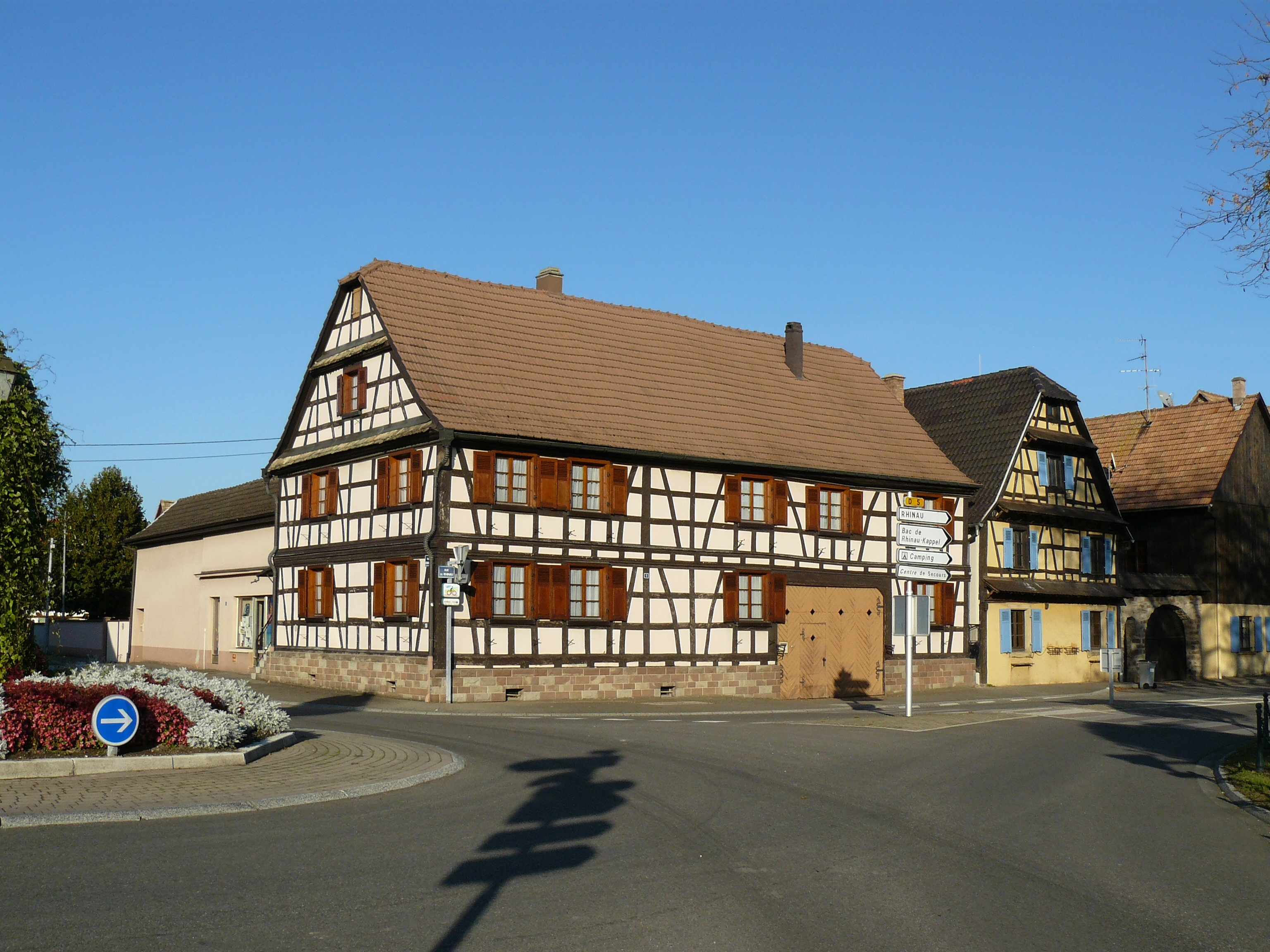
Fachwerkhaus im Ortskern von Boofzheim
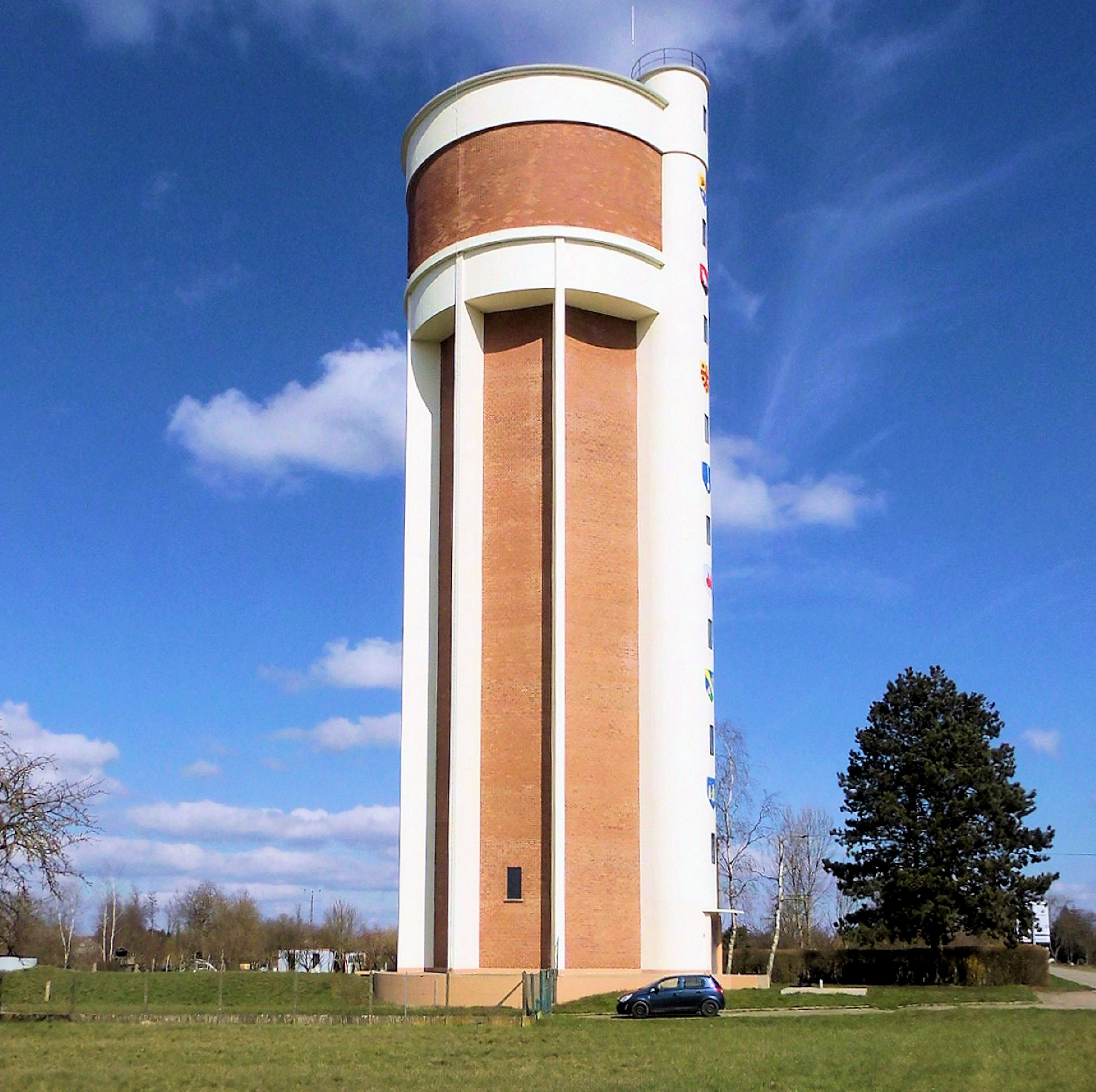
Wasserturm Boofzheim

## Freizeit
Am Rhein-Rhône-Kanal entlang führt ein Fahrradweg bis nach Straßburg. In Boofzheim kann man Kabinenboote für eine Fahrt auf dem über 300 Kilometer langen mit zahlreichen Schleusen versehenen Kanal buchen.